# Itálie na Zimních olympijských hrách 1994
Itálii na Zimních olympijských hrách 1994 reprezentovalo 104 sportovců, z toho 78 mužů a 26 žen ve 11 sportech.

## Medailisté
| Medaile | Jméno                                                                      | Sport           | Disciplína                            |
| ------- | -------------------------------------------------------------------------- | --------------- | ------------------------------------- |
| Zlato   | Deborah Compagnoniová                                                      | Alpské lyžování | Ženy obří slalom                      |
| Zlato   | Maurilio De Zolt Marco Albarello Giorgio Vanzetta Silvio Fauner            | Běh na lyžích   | Muži štafeta 4 x 10 km                |
| Zlato   | Manuela Di Centaová                                                        | Běh na lyžích   | Ženy 15 km (volný styl)               |
| Zlato   | Manuela Di Centaová                                                        | Běh na lyžích   | Ženy 30 km (klasicky)                 |
| Zlato   | Kurt Brugger Wilfried Huber                                                | Saně            | Muži dvojice                          |
| Zlato   | Gerda Weissensteinerová                                                    | Saně            | Ženy jednotlivci                      |
| Zlato   | Maurizio Carnino Orazio Fagone Hugo Herrnhof Mirko Vuillermin              | Short track     | Muži štafeta 5 000 m                  |
| Stříbro | Alberto Tomba                                                              | Alpské lyžování | Muži slalom                           |
| Stříbro | Manuela Di Centaová                                                        | Běh na lyžích   | Ženy 5 km (klasicky)                  |
| Stříbro | Manuela Di Centaová                                                        | Běh na lyžích   | Ženy stíhací závod 10 km (volný styl) |
| Stříbro | Hansjörg Raffl Norbert Huber                                               | Saně            | Muži dvojice                          |
| Stříbro | Mirko Vuillermin                                                           | Short track     | Muži 500 m                            |
| Bronz   | Isolde Kostnerová                                                          | Alpské lyžování | Ženy sjezd                            |
| Bronz   | Isolde Kostnerová                                                          | Alpské lyžování | Ženy super-G                          |
| Bronz   | Günther Huber Stefano Ticci                                                | Boby            | Muži dvojbob                          |
| Bronz   | Marco Albarello                                                            | Běh na lyžích   | Muži 10 km (klasicky)                 |
| Bronz   | Silvio Fauner                                                              | Běh na lyžích   | Muži stíhací závod 15 km (volný styl) |
| Bronz   | Stefania Belmondová                                                        | Běh na lyžích   | Ženy stíhací závod 10 km (volný styl) |
| Bronz   | Bice Vanzetta Manuela Di Centaová Gabriella Paruzziová Stefania Belmondová | Běh na lyžích   | Ženy štafeta 4 x 5 km                 |
| Bronz   | Armin Zöggeler                                                             | Saně            | Muži jednotlivci                      |